# アルテム・ダツィシン
アルテム・ヴィクトロヴィチ・ダツィシン（ウクライナ語: Артем Вікторович Дацишин、1979年1月26日 - 2022年3月17日）は、ウクライナのバレエダンサー。2022年ロシアのウクライナ侵攻中に死亡した。

## 経歴
ヘルソン出身。1997年にキーウバレエ学校を卒業。翌年ウクライナ国立歌劇場のバレエ団に入団。1998年にはブダペストで開かれたルドルフ・ヌレエフ国際バレエコンクールで銀メダルを受賞。
その後もウクライナ国立歌劇場のバレエダンサーとして活躍し、ピョートル・チャイコフスキーの「白鳥の湖」「くるみ割り人形」「眠れる森の美女」、アドルフ・アダンの「ジゼル」、レオン・ミンクスの「ラ・バヤデール」、セルゲイ・プロコフィエフの「ロメオとジュリエット」などで主要部分を演じた。ドイツ、日本、オーストリア、スイス、レバノン、イタリア、スペイン、フランス、カナダ、アメリカ合衆国、ポルトガルなどでも公演した。
2022年2月26日のロシア軍のキーウへの砲撃で住居が炎上し、自身も瀕死の重傷を負った。病院へ搬送されるも3月17日に死亡した。遺体は3月18日にバイコフ墓地に埋葬された。